# Marie Poussepin

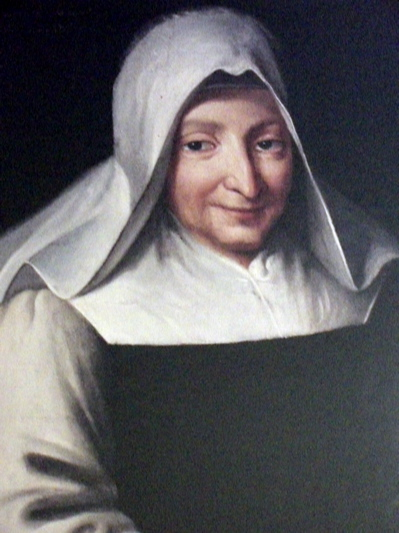
Sel. Sr. Marie Poussepin

Marie Poussepin (* 14. Oktober 1653 in Dourdan; † 24. Januar 1744 in Sainville, heute Département Eure-et-Loir) war eine französische Ordensschwester. Sie gründete die Congrégation des Soeurs de Charité Dominicaines de la Présentation de la Sainte Vierge Marie („Dominikanische Schwestern von der Nächstenliebe und der Opferung Mariens“) und wird von der römisch-katholischen Kirche als Selige verehrt. Die von ihr gegründete Kongregation ist weltweit in über 30 Ländern vertreten.
Marie Poussepin stammte aus einer wohlhabenden Familie. Ihre Eltern waren der Seidenstrumpffabrikant Claude und seine Frau Julienne Poussepin, die ihre Tochter als Schatzmeisterin einer Genossenschaft der Töchter der christlichen Liebe vom Hl. Vinzenz von Paul früh mit der Kranken- und Armenpflege in Kontakt brachten. Marie Poussepin hatte bereits als junges Mädchen das Bedürfnis, ihr Vermögen und ihre Energie in den Dienst der Armen und Kranken zu stellen. Sie übernahm insgesamt 28 Taufpatenschaften für arme Kinder und ab 1683 das Amt der Schatzmeisterin der örtlichen Confrérie. Nach dem Tod des Vaters 1693 leitete Marie Poussepin gemeinsam mit ihrem Bruder die elterliche Seidenstrumpfstrickerei, die sie erfolgreich modernisierten und auf die Verarbeitung von Wolle umstellten.
Im Jahr 1691 trat sie dem dritten Orden der Dominikaner bei. 1695 gründete sie eine Mädchenschule in Sainville und gründete ein Jahr später mit Lehrerinnen und Krankenschwestern eine Vereinigung, die sie Congrégation des Soeurs de Charité Dominicaines de la Présentation de la Sainte Vierge Marie nannte. Die Schwestern bezogen ein gemeinsames Haus, lebten nach der Regel des heiligen Dominikus und widmeten sich der Krankenpflege sowie der Unterrichtung junger Mädchen. 1712 gab es bereits zehn Niederlassungen.
Am 14. März 1724 erhielt die Gemeinschaft die Anerkennung durch den französischen König Louis XV., die bischöfliche Anerkennung folgte im Jahr 1738 durch den Bischof von Chartres, Charles-François des Montiers de Mérinville. Marie Poussepin verstarb am 24. Januar 1744 in Sainville und wurde in Tours begraben, dem späteren Ort des Mutterhauses der Kongregation. Im Jahre 1923 wurde der Seligsprechungsprozess eingeleitet, der am 20. November 1994 unter Papst Johannes Paul II. abgeschlossen wurde. Ihr Gedenktag ist der 14. Oktober.